# Acanthinevania braunsi
Acanthinevania braunsi är en stekelart som först beskrevs av Jean-Jacques Kieffer 1911.  Acanthinevania braunsi ingår i släktet Acanthinevania och familjen hungersteklar. Inga underarter finns listade i Catalogue of Life.